# Reginald Claypoole Vanderbilt
Reginald Claypoole Vanderbilt (New York, 14 gennaio 1880 – Portsmouth, 4 settembre 1925) era un milionario statunitense e padre della stilista Gloria Vanderbilt.

## Biografia
Reginald Claypoole Vanderbilt è nato a Staten Island, New York. Era il figlio più giovane di Cornelius Vanderbilt II, e di sua moglie Alice Claypoole Gwynne.
Reginald era un nipote di William Henry Vanderbilt e pronipote del commodoro Cornelius Vanderbilt. Ha frequentato la Yale University, ma non si è laureato.

## Matrimoni

### Primo Matrimonio
Nel 1903, Reginald sposò Cathleen Neilson (1885-1927) al Parker Cottage di Newport, Rhode Island. Era la nipote di Frederick Gebhard e la pronipote di Thomas E. Davis, un importante imprenditore immobiliare di New York. Prima del loro divorzio nel 1920, la coppia ebbe una figlia:
- Mary Cathleen Vanderbilt (1904-1944)[8], sposò in prime nozze Henry Cooke Cushing III, in seconde nozze Lawrence Wise Lowman[9] e in terze nozze Martin Arostegui[8][10].

### Secondo Matrimonio
Il 6 marzo 1923, sposò Gloria Mercedes Morgan (1904-1965). Ebbero una figlia:
- Gloria Laura Vanderbilt (1924)[12], sposò in prime nozze Pasquale DiCicco, in seconde nozze Leopold Anthony Stokowski, in terze nozze Sidney Arthur Lumet e i quarte nozze Wyatt Emory Cooper.

## Morte
Morì per cirrosi dovuta all'alcolismo il 4 settembre 1925, nella sua casa di campagna, Sandy Point Farm, a Portsmouth, nel Rhode Island. Nel suo testamento, lasciò la maggior parte della sua proprietà alle figlie con un lascito alla moglie, che non doveva superare i $ 1.125.000, la sua casa a New York e Sandy Point Farm.